# Ута-гарута
Ута-гарута (яп. 歌ガルタ, «песенные карты») — японская настольная игра, в которой игроки должны идентифицировать разложенные на столе (на полу) карты с текстом стихотворений с теми, что находятся на руках.

## История игры

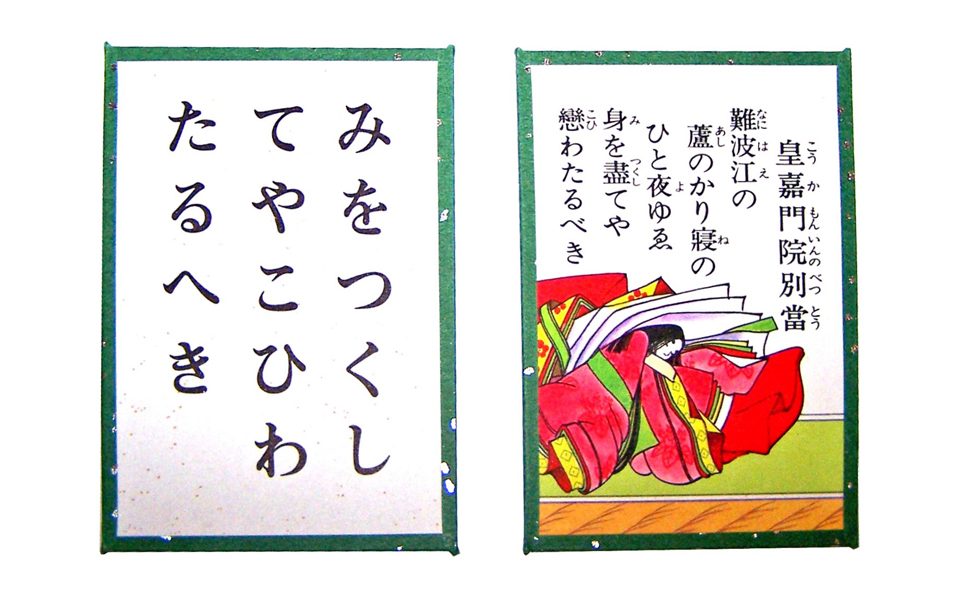
Два типа карт «Карута»: «карута-кана» и «карута-вака»

Обычно под ута-гарута подразумевалась широко известная игра в карты по мотивам «Ста стихотворений ста поэтов». Истоки же этого соревнования, по одной из версий, заключаются в переработке элитарного развлечения аристократов эпохи Хэйан «кай-оой» (яп. 貝覆, «заслонять ракушки») или «кай-авасэ» (яп. 貝合わせ, «соединение ракушек»); это развлечение было популярно в среде аристократок эпохи Хэйан: на одной половинке раковины была изображена первая часть рисунка, а на другой — продолжение, или на парных раковинах изображались части стихотворения. Именно вторая вариация игры и развилась в «каруту». Позже вместо ракушек стали использоваться деревянные фишки, повторяющие по форме шахматы из японского развлечения «сёги» или ацугами (яп. 厚紙, «плотная бумага») с золотым или серебряным напылением.

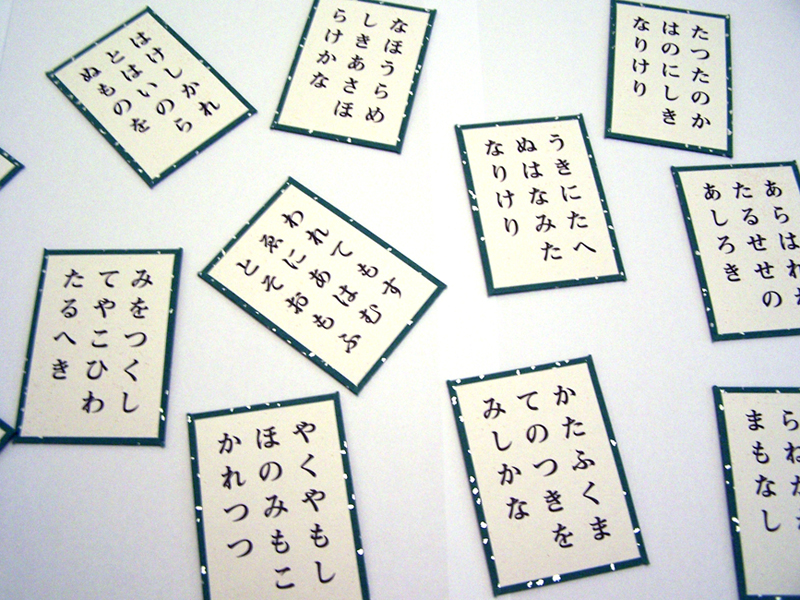
Процесс игры: «карута-кана» на полу

Современный вид это развлечение приобрело после появления в Японии бумажных карт, завезённых португальцами. Популярностью это развлечение было обязано наиболее известной антологии «Огура хякунин-иссю» (букв. «Сто стихотворений ста поэтов»), созданной в эпоху Камакура (1185—1333) выдающимся поэтом и филологом Фудзивара-но Тэйка (1162—1241), ставшей к периоду Эдо (1603—1867) учебным пособием по изучению вака. Благодаря повсеместному распространению карт ута-гарута, антология «Сто стихотворений ста поэтов» стала известна также в среде простого народа.
В Средние века существовали также карточные игры по мотивам многих других классических произведений, такие как Кокинсю утагарута (яп. 古今集歌かるた), Исэ моногатари утагарута (яп. 伊勢物語歌かるた) и другие. Умение играть в ута-гарута было необходимым элементом образования девочек-представительниц аристократических семейств, обитательниц Внутреннего дворца, а сами карты — обязательно включали в приданое невест. До середины периода Сёва (1926—1989) являлось развлечением высшего класса, в котором участвовали маленькие девочки.

## Правила

### Основные правила
Карты делятся на ёмифуда (яп. 読み札, «карты, которые читают», содержат «ками но ку», верхнюю строфу стиха и иллюстрации; 100 шт.) и торифуда (яп. 取り札, «карты, которые берут», с нижней строфой произведения, «симо но ку», 100 шт.). Тори-фуда раскладывались на полу в зале, где проходила игра.

### Тираси-дори
Один ведущий, трое и более игроков. Пока чтец напевал первую строфу одного из стихотворений с карты ёми-фуда, игроки должны были распознать его и найти карту с продолжением, вытянув её и отложив себе. Побеждал набравший наибольшее количество карт тори-фуда.

### Гэмпэй-дори
Один ведущий и две команды. Название «гэмпэй» (яп. 源平, «сражение домов Тайра и Минамото») отражает командный стиль игры: «команда Гэндзи» против «команды Хэйкэ». Команды рассаживаются в линию, друг напротив друга. Ведущий раскладывает по 50 карт на команду в три ряда, лицом к игрокам. Затем зачитывает карту «ёмифуда». Игроки могут брать карты как со своей стороны, так и со стороны противника, причём, если это происходит, они перекладывают карту со своей стороны на сторону противника. Если игроки ошибаются, то противники перекладывают им карту со своей стороны. Выигрывает та команда, у которой кончатся торифуда.
С целью опередить соперников в распознании с самых первых строк зачитываемого стихотворения игроки стали заучивать стихи наизусть. Так постепенно складывались традиции, способы и формы развлечения ута-гарута.

## Соревновательная карута
Существуют национальные конвенции для конкурсного формата игры. Уровни начинаются с самого низкого уровня, класса E, и заканчиваются самым высоким уровнем, классом A. Только игроки класса A могут быть чтецами на матчах.

## Искусство и культура
- Chihayafuru — манга и аниме, где основное действие посвящено игре в соревновательную каруту.